# 沙維亞·邁安巴
沙維亞·齊曼加·卡馬盧巴·恩蒂特·穆肯迪·姆波伊·邁安巴（2001年12月31日—）是一名荷蘭職業足球員，司職中後衛，現效力荷乙球會禾寧丹。

## 球會生涯

### MVV馬斯特里赫特
邁安巴出生於荷兰马斯特里赫特，並在業餘球隊VV Scharn開始足球生涯。他在9歲時轉投MVV馬斯特里赫特的青訓學院，並為球會各級青年梯隊上陣。
2018年11月9日，邁安巴在對陣禾寧丹的荷乙比賽中上演職業生涯地標戰，他於比賽末段後備上陣，但未能阻止球隊以3–2落敗。他以16歲10個月又9日之齡成為球會史上最年輕的上陣球員。他在2019年獲邀到英超球會車路士參與試訓，但車路士因轉會禁令而未能簽入邁安巴。

### 巴塞隆拿
2019年夏天，邁安巴在拒絕了MVV馬斯特里赫特提供的一紙職業合約後，以自由身轉投西甲球會巴塞隆拿。他在加盟後主要為球會的U19梯隊上陣。

### 車路士
邁安巴在2020年6月與巴塞隆拿達成協議提早解約，並在兩個月後與英超球會車路士簽下一紙為期三年的合約。他在加盟後不久即遭遇半月板撕裂，需進行手術。他在2021年4月11日重返綠茵場，首次為車路士的U21梯隊上陣，並隨即入球，協助球隊以3–1擊敗修咸頓U21。

### 禾寧丹
2022年9月1日，邁安巴回到荷蘭，轉投荷甲升班馬禾寧丹，簽下一紙為期三年的合約。同月9日，他在對陣前進伊高斯的比賽中上演地標戰，但未能阻止球隊以3–2落敗。2023年1月14日，他在對陣RKC華域克的比賽中射入職業生涯首個入球，協助球隊以2–1小勝對手。
邁安巴在2023–24賽季多次缺陣，他在2024年4月於球會網站表示他在身體檢查時發現心律不整問題，因而需要植入心臟除顫器，他將在短期內回歸賽場。

## 國家隊生涯
邁安巴出生於荷兰，而他的父親是刚果民主共和国人，因此他擁有在國際賽事代表荷蘭和剛果民主共和國的資格。
他在2019年11月首次獲荷蘭U19徵召，並在同月對陣墨西哥U19的3–3和局中首次代表荷蘭青年國家隊。

## 生涯統計
最後更新：2023年4月16日
| 效力球會        | 球季     | 聯賽     | 聯賽 | 聯賽 | 國家盃賽 | 國家盃賽 | 其他 | 其他 | 總計 | 總計 |
| 效力球會        | 球季     | 聯賽     | 上陣 | 入球 | 上陣     | 入球     | 上陣 | 入球 | 上陣 | 入球 |
| --------------- | -------- | -------- | ---- | ---- | -------- | -------- | ---- | ---- | ---- | ---- |
| MVV馬斯特里赫特 | 2018–19  | 荷乙     | 11   | 0    | 0        | 0        | —    | —    | 11   | 0    |
| 車路士U21       | 2021–22  | —        | —    | —    | —        | —        | 4    | 0    | 4    | 0    |
| 禾寧丹          | 2022–23  | 荷甲     | 28   | 5    | 2        | 0        | —    | —    | 30   | 5    |
| 禾寧丹          | 2023–24  | 荷甲     | 9    | 0    | 0        | 0        | —    | —    | 9    | 0    |
| 禾寧丹          | 總計     | 總計     | 37   | 5    | 2        | 0        | 0    | 0    | 39   | 5    |
| 生涯總計        | 生涯總計 | 生涯總計 | 48   | 5    | 2        | 0        | 4    | 0    | 54   | 5    |

1. ↑  於英格蘭足球聯賽錦標賽上陣。

## 外部連結
- Soccerway資料庫：沙維亞·邁安巴